# Ryan Carnes

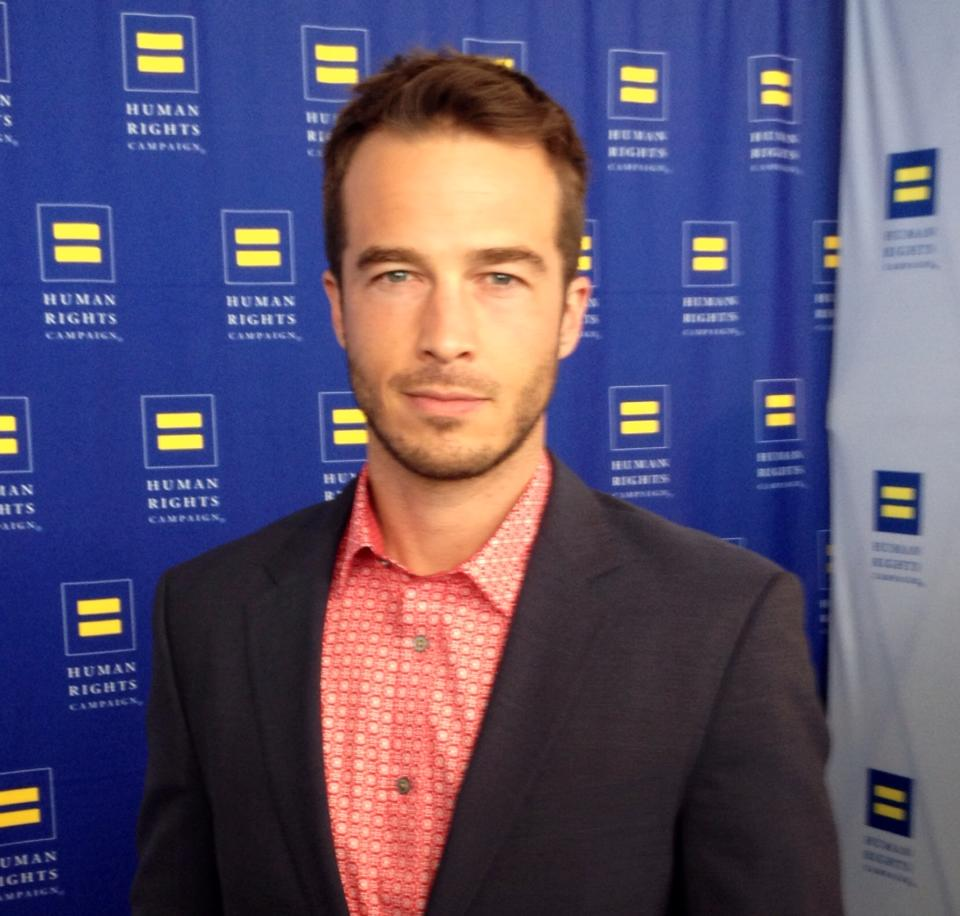
Ryan Carnes (2015)

Ryan Carnes (* 6. Dezember 1982 in Pittsfield, Illinois) ist ein US-amerikanischer Schauspieler.

## Leben
Er studierte an der Duke University, wo er auch in der Marching Band mitspielte.
Ryan Carnes spielt seit 2004 in verschiedenen Filmen mit, so zum Beispiel eine Hauptrolle in dem Film Eating Out, wo er auch in einer Nacktszene zu sehen war.
Im deutschsprachigen Raum erlangte er vor allem in seiner Rolle als Justin, Freund des homosexuellen Andrew Van de Kamp (Shawn Pyfrom), dem Sohn von Bree Van de Kamp (gespielt von Marcia Cross), in der ersten und zweiten Staffel der Serie Desperate Housewives, größere Bekanntheit. 
Ryan Carnes spielte ferner zwischen Juli 2004 und September 2005 die Rolle des Lucas Stansbury in der Serie General Hospital, die anschließend bis 2006 von Ben Hogestyn übernommen wurde. Ende 2013 wurde bekannt, dass Ryan Carnes die Rolle des Lucas Stansbury wieder übernehmen würde.
Im Jahr 2006 spielte er in dem Film Surf School die Rolle des Tyler. 2009 spielte er als Chris Moore/Kit Walker die Hauptrolle in dem Film Das Phantom. Außerdem war er im Video zu Mistake der australischen Sängerin Stephanie McIntosh zu sehen. Weitere Filme, in denen Carnes mitwirkte, sind: Anderson's Cross (2004) in der Rolle des David sowie Thicker Than Water (2005) in der Rolle des Tim „Ray“ Markus.

## Filmografie (Auswahl)
- 2004: Eating Out
- 2004–2006: Desperate Housewives (Fernsehserie, 11 Folgen)
- 2004–2015: General Hospital (Fernsehserie)
- 2005: The Closer (Fernsehserie, Folge 1x09)
- 2005: CSI: NY (Fernsehserie, Folge 2x06)
- 2005: Thicker Than Water
- 2006: Surf School
- 2006: Letters from Iwo Jima
- 2006: Grand Union
- 2007: Anderson’s Cross
- 2007: Doctor Who (Fernsehserie, 2 Folgen)
- 2007: CSI: Miami (Fernsehserie, Folge 5x19)
- 2008: Trailer Park of Terror
- 2008: Leaving Barstow
- 2008: Samantha Who? (Fernsehserie, Folge 2x02)
- 2008: The Sno Cone Stand Inc
- 2009: Das Phantom (The Phantom)
- 2010: Suicide Dolls
- 2011: Bones – Die Knochenjägerin (Bones, Fernsehserie, Folge 6x10)
- 2011: Navy CIS (NCIS, Fernsehserie, Folge 8x20)
- 2011: Blackout – Die totale Finsternis (Blackout, Miniserie)
- 2012: Rizzoli & Isles (Fernsehserie, Folge 3x14)
- 2014: Suburgatory (Fernsehserie, Folge 3x6)
- 2018: Beyond the Sky – Discover the Truth